# Metropolregion London

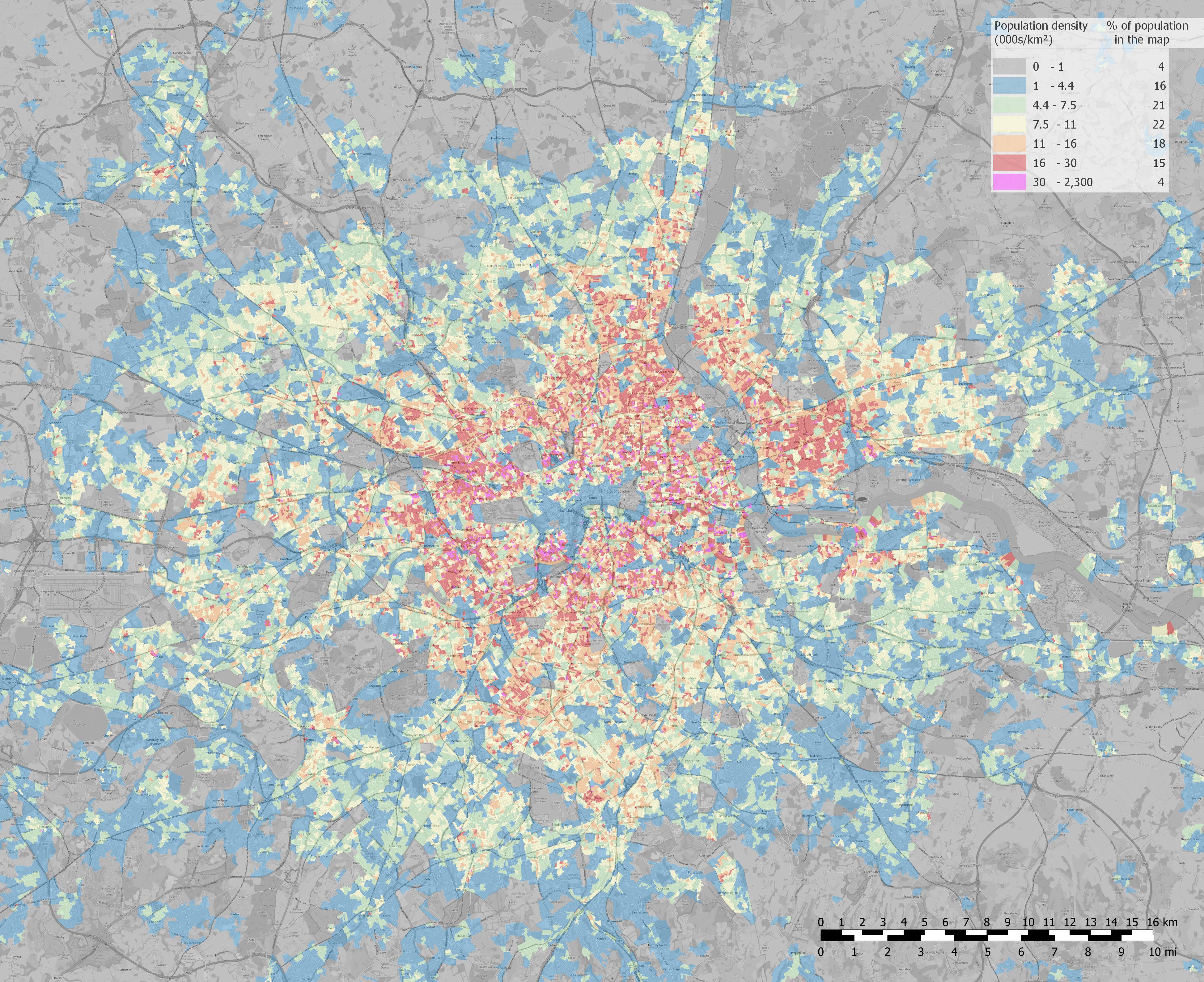
Bevölkerungsdichte im Raum London (2011)

Der Metropolregion London (englisch: London metropolitan area) ist eine Metropolregion rund um die Stadt London in England. Es gibt mehrere Definitionen von ihr. Die Region besteht in den üblichen Definitionen aus dem Londoner Stadtgebiet (Greater London), umliegenden Siedlungen, die die Infrastruktur Londons mitbenutzen, und Orten, von denen Personen aus zur Arbeit in London pendeln. In der Metropolregion London lebten 2019 ca. 14,4 Millionen Menschen (knapp ein Fünftel der Bevölkerung des Vereinigten Königreichs). Es war damit vor dem EU-Austritt des Vereinigten Königreichs die größte Metropolregion innerhalb der Europäischen Union.
Die Metropolregion besteht aus der dicht besiedelten Innenstadt (Inner London), dem bereits stärker suburban geprägtem Outer London und dem umliegenden ländlicheren Gebiet (Metropolitan Green Belt), welcher jedoch auch über einige von London politisch und administrativ unabhängige Großstädte verfügt. Für den Transport in der Region sind die Autobahn M25 motorway, welche London kreisförmig umschließt, sowie der London Underground und Overground von großer Bedeutung. Der Großraum London verfügt außerdem über mehrere Verkehrsflughäfen (Heathrow, Gatwick, Luton, City, Stansted, Southend, Biggin Hill) welche ihn mit der Welt verbinden.

## Definition

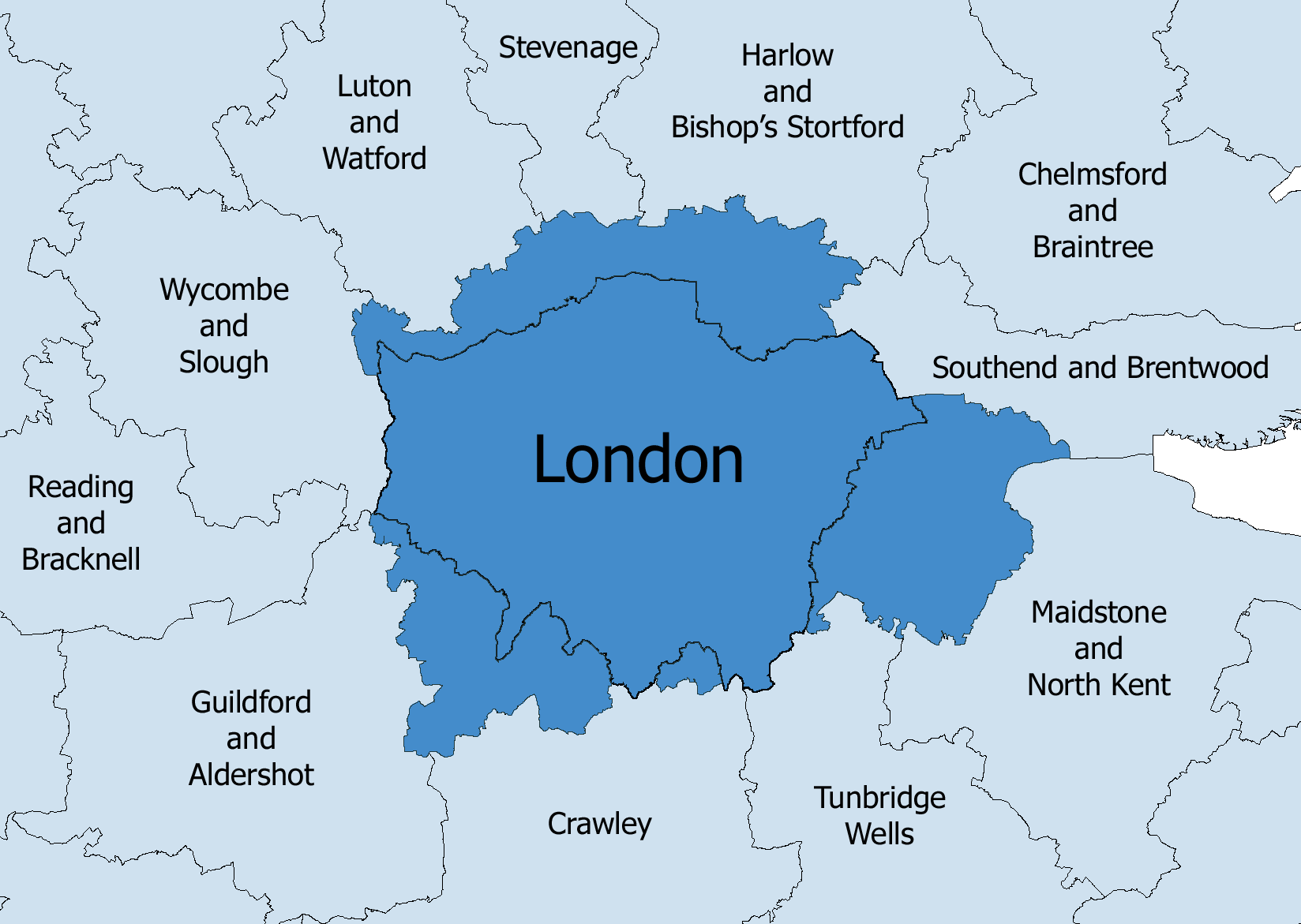
London Travel to Work Area (2001)

Die Grenzen des Großraums sind nicht starr; sie erweitern sich in dem Maße, wie sich die Verkehrsanbindung verbessert und durch voranschreitende Gewerbe- und Immobilienentwicklung. Die Region umfasst derzeit ganz Greater London, einen Großteil der Region South East und einen Teil der Region East of England, einschließlich von Teilen der zeremoniellen Grafschaften Hertfordshire, Buckinghamshire, Berkshire, Surrey, Kent und Essex sowie – nach verschiedenen Definitionen – Hampshire, West Sussex, East Sussex, Bedfordshire und Northamptonshire.
Das London Travel to Work Area, das vom Office for National Statistics als das Gebiet definiert wird, in dem "von der ansässigen Erwerbsbevölkerung mindestens 75 % tatsächlich in dem Gebiet arbeiten und von allen, die in dem Gebiet arbeiten, mindestens 75 % tatsächlich in dem Gebiet wohnen".
Eine Larger Urban Zone ist eine 2004 von Eurostat geschaffene Definition, die die Bevölkerung und die Ausdehnung von Ballungsräumen in europäischen Ländern misst. Auf der Grundlage der Volkszählung von 2001 betrug die Einwohnerzahl der Larger Urban Zone von London 11,9 Millionen. Zu dieser Zone gehören neben ganz London auch Teile der Grafschaften Hertfordshire, Essex, Kent, Surrey, Berkshire und Buckinghamshire.
Der London Commuter Belt (Pendlergürtel) umschließt noch weitere Ortschaften und durch steigende Immobilienpreise in London und der unmittelbaren Umgebung ist ein "zweiter Pendlergürtel", der noch weiter von London entfernt liegt, entstanden. Dieser umfasst Orte bis zu einer Entfernung von ca. 89 km vom Zentrum Londons, darunter Oxford, Hastings, Margate, Milton Keynes und Brighton.

## Ortschaften

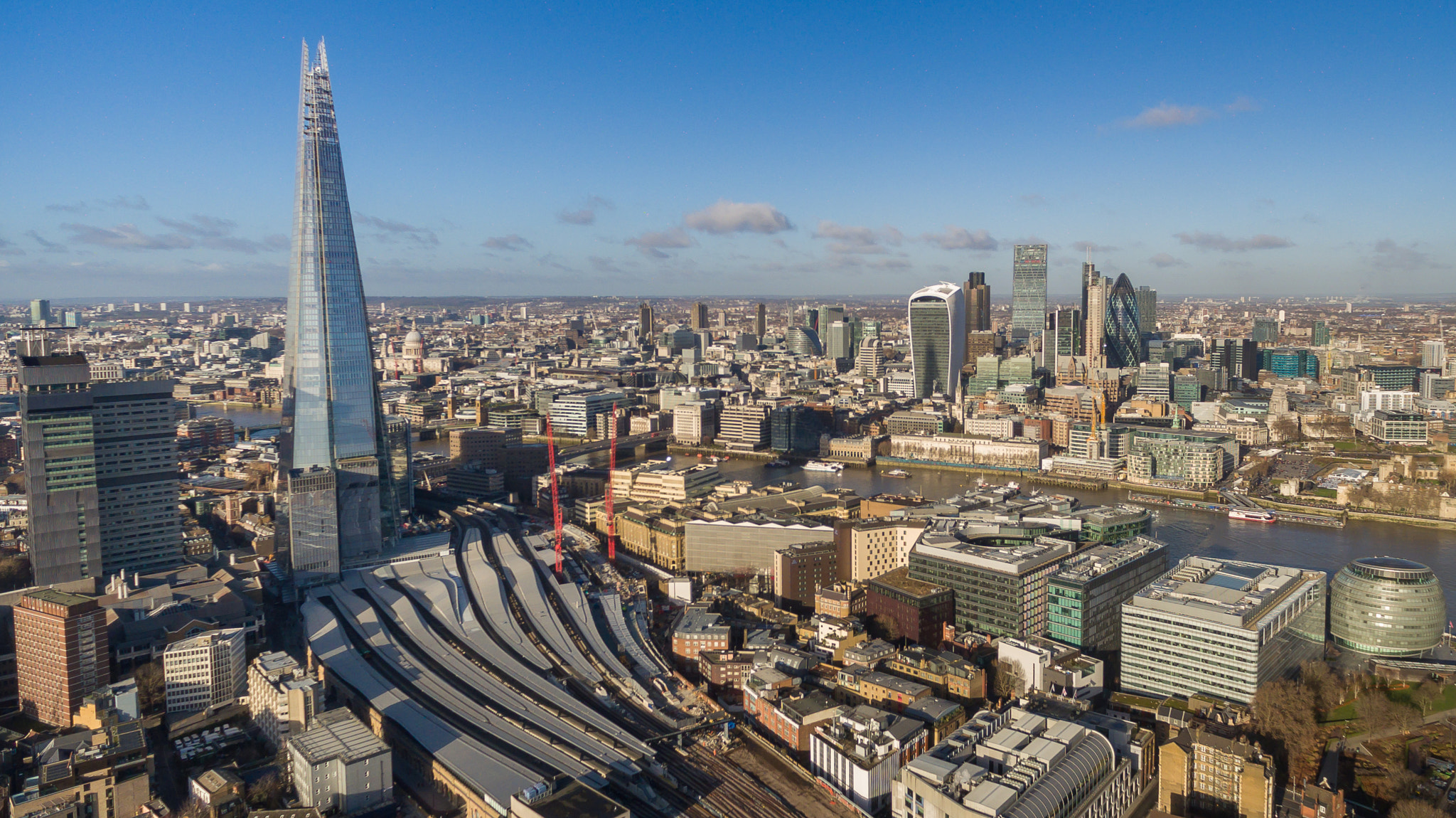
London

Zu den bedeutenden Ortschaften der Metropolregion London mit über 20.000 Einwohnern im Jahre 2001 gehören:
| - London - Southend-on-Sea - Chatham - Luton - Dunstable - Reading - Aldershot - Farnborough - Woking - Basildon - Slough - High Wycombe - Crawley - Bracknell | - Ascot - Harlow - Chelmsford - Hemel Hempstead - Maidstone - Maidenhead - St Albans - Basingstoke - Aylesbury - Stevenage - Sittingbourne - Wokingham - Royal Tunbridge Wells - Sandhurst | - Yateley - Guildford - Windsor - Bishop’s Stortford - Letchworth Garden City - Horsham - East Grinstead - Burgess Hill - Sevenoaks - Welwyn Garden City - Haywards Heath - Hitchin - Tonbridge |

## Wirtschaft

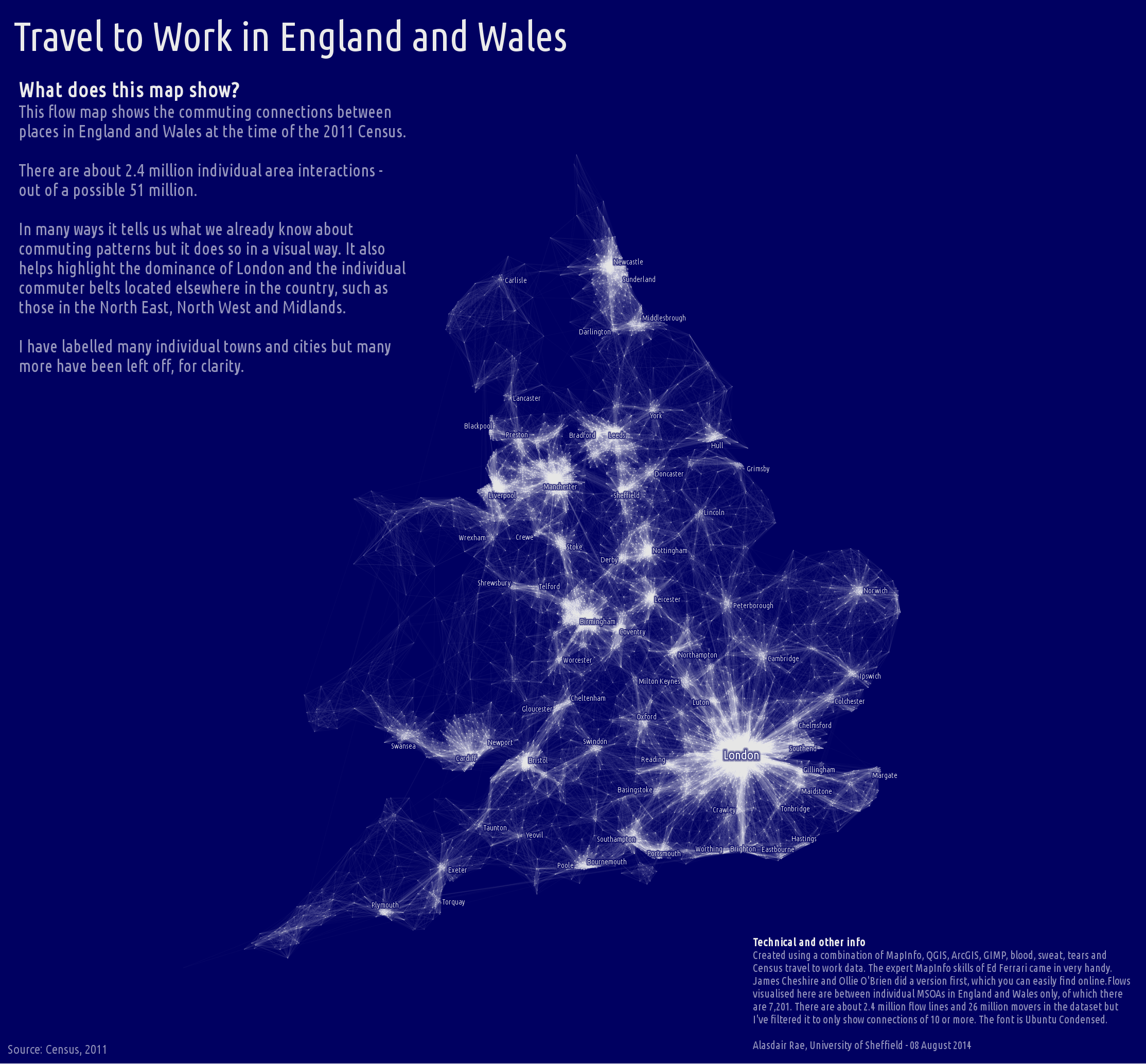
Pendlerbewegungen im UK (2011)

Der gesamte Raum gehört zu den wirtschaftsstärksten der Welt. Mit einem erwirtschafteten Bruttoinlandsprodukt von 978 Milliarden US-Dollar (2021) wäre die Metropolregion als eigenes Land gezählt eine der 20 größten Volkswirtschaften der Welt. Knapp ein Drittel der britischen Wirtschaftsleistung wird hier erbracht. London ist damit das bei weitem wichtigste Wirtschaftszentrum des Landes. Die an London grenzenden Regionen South East und East of England profitieren von der Zugehörigkeit zu der Metropolregion und haben ein höheres durchschnittliches Einkommen als der Rest des Landes. Dadurch besteht ein großer wirtschaftlicher Strukturunterschied zwischen dem Süden und dem Norden Englands.